# 王震宇
王震宇（1916年—1948年11月27日），又名王正中，男，湖北汉口人，中华民国国军军官。

## 生平
王震宇在第二次国共内战末期，担任国军整编第三十军谍报队长。当时该军军长为黄樵松。
民国37年（1948年）8月，中華民國總統蒋介石命胡宗南将国军第三十军空运到山西太原，增援阎锡山。黄樵松抵达太原后，认为太原是“孤城一座，四无依靠”。后来，经徐向前、高树勋致信劝说，黄樵松决心起义，遂派军部谍报队长王震宇（又名王正中）、王玉甲同中国人民解放军联络；解放军也派出联络代表入太原，同黄樵松在正大饭店商讨有关起义并和平解放太原事宜。10月31日下午，黄樵松、王震宇乘坐汽车将解放军方面联络人员送出太原。11月2日，王震宇再次出城同解放军联络，并带来了黄樵松的起义计划和部署。解放军第一兵团政治部主任胡耀邦称：
请联络官先生回去向黄军长转达：黄军长以人民利益为重，迎我军入城，共同解决太原问题，他的这种爱国热情，我们表示钦佩。只要黄军长愿意脱离蒋阎顽固派，我们表示欢迎。人民对于他的这种爱国举动，是不会忘记的。我们只希望黄军长调遣部队迎我军入城，入城后的战斗任务全由我军承担。至于能否胁迫阎锡山缴械投诚，那还要看战斗结果如何。估计战斗的结局，不会像黄军长预料得那么轻松。
双方协商后初步确定，解放军进攻太原城时，黄樵松的国军第三十军交出所防守的大小东门等地，让解放军开入城内歼灭阎锡山部；国军第三十军则撤到城外集结并整编。上述计划商定后，解放军派联络代表晋夫随王震宇入太原。
11月3日上午，黄樵松在其住所同国军第二十七师师长戴炳南秘密商讨起义事项。戴炳南回到师部后，同副师长仵德厚、国军第三十军参谋长仝学曾商量，于当晚赴太原绥靖公署向阎锡山告发。阎锡山送走戴炳南后，随即通知黄樵松参加“紧急军事会议”。当晚12时前后，黄樵松刚抵达太原绥靖公署，便被解除武装。随后，11月6日，黄樵松、晋夫、王震宇等人被送往河西圪㙩沟机场，用飞机押往南京。
在南京，国防部军法总监部会同卫戍总部审判黄樵松等人，黄樵松、晋夫、王震宇被判处死刑。民国37年（1948年）11月27日早晨，黄樵松、晋夫、王震宇3人在南京军人监狱被处决。王震宇死时，年仅33岁。